# 保井沙予
保井 沙予（やすい さよ、1992年6月3日 - ）は、日本の女子ラグビーユニオン選手。

## プロフィール
- 奈良県出身[1]。
- 身長 166cm、体重 67kg
- 愛称はさよ。
- 7人制女子日本代表に選ばれたことがある[2]。

## 略歴
天理大学卒業後、三重パールズに入る。